# Christian Vandendorpe
Christian Vandendorpe (Blandain, Tournai, 1943) es un semiólogo canadiense.

## Carrera
Profesor emérito de la Universidad de Ottawa. Se interesa por la semiología cognitiva y la retórica; se ha especializado en las teorías de la lectura. También ha trabajado en la didáctica de la escritura, los vínculos entre lo numérico y el saber (producción, difusión, recepción, aprendizaje; texto e hipertexto) y los sueños.
Christian Vandendorpe integra o ha integrado los equipos de redacción de numerosas revistas: Applied Semiotics / Sémiotique appliquée, ALSIC. Apprentissage des langues et systèmes d'information et de communication, Communication & langages, Protée, L'Astrolabe, @nalyses, Opuscula : Short Texts of the Middle Ages and Renaissance y Digital Studies / Le champ numérique.

## Obras

### Publicaciones Digitales
- «  La lecture de l'hypertexte», L'Astrolabe. Recherche littéraire et informatique, Université d'Ottawa, 2000.
- «  Variétés de l'hypertexte», L'Astrolabe. Recherche littéraire et informatique, Université d'Ottawa, 2000.

### CD-ROM
- Carnet de bord. Un outil de gestion des apprentissages, Didascom, 1999.
- Epigram. Épreuve informatisée de français écrit, Didascom, 1999.

## Premios y distinciones
2000: finalista del prix Victor-Barbeau de la Académie des lettres du Québec por su libro Du papyrus à l'hypertexte. Essai sur les mutations du texte et de la lecture (1999).

### Textos generales
- — PDF Chymkowski, Roman, « Wolumen, kodeks, hipertekst…  », Biuletyn Informacyjny Biblioteki Narodowej, 3, 162, 2002, p. 46-48.